# Kila kyrka, Södermanland

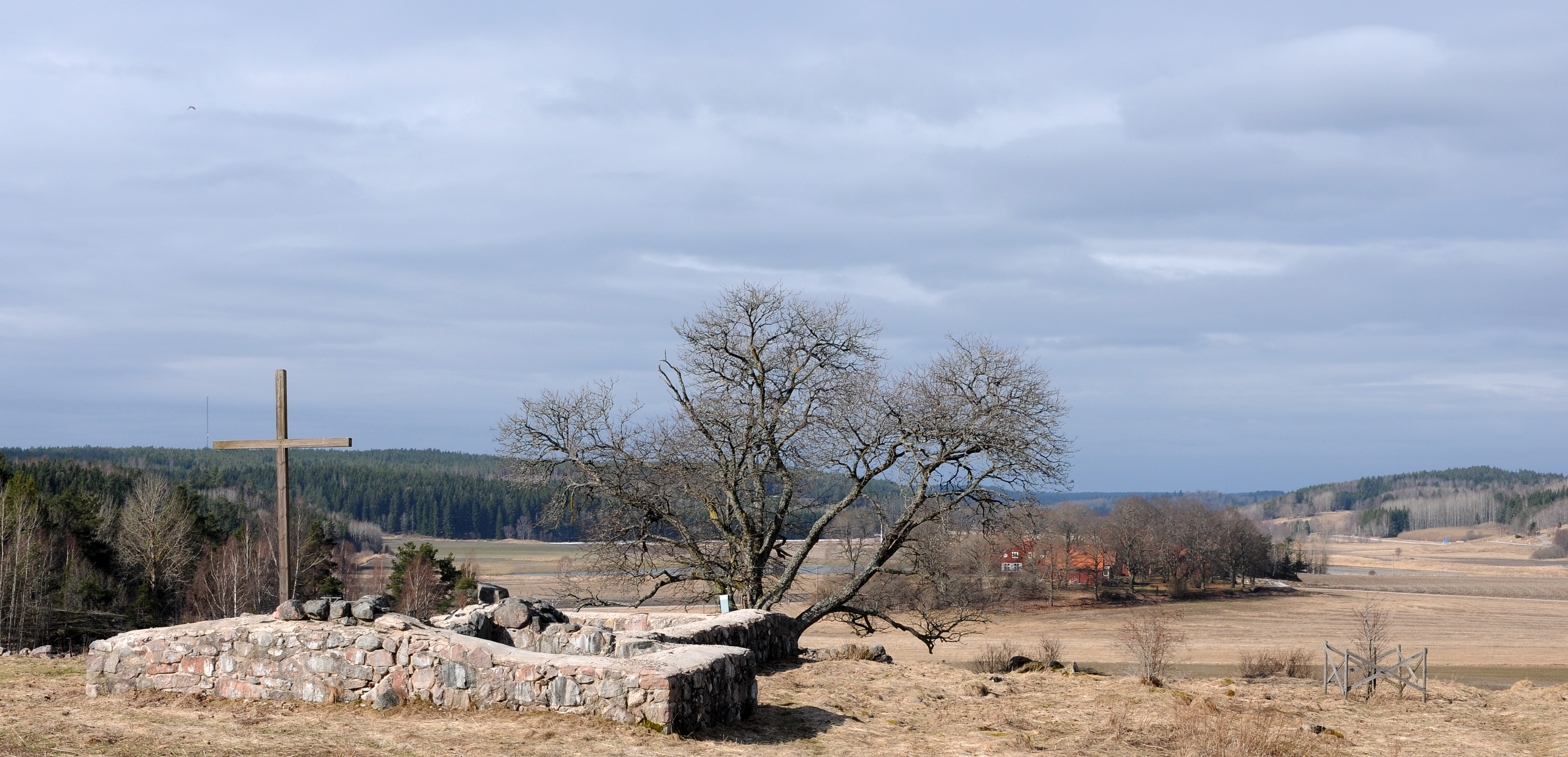
Kila medeltida stenkyrka

Kila kyrka är en kyrka som tillhör Kiladalens församling i Strängnäs stift. Kyrkan ligger i kyrkbyn Kila i Nyköpings kommun.

## Kyrkobyggnad
Kyrkan är den tredje i ordningen i Kila. De tidigare kyrkorna var från 1100-talet och 1700-talet. 
Den nuvarande kyrkan uppfördes i vitslammat tegel 1963 efter ritningar av Kurt von Schmalensee. Den ersatte en 1700-talskyrka som revs till följd av omfattande husbocksangrepp; denna ersatte i sin tur en medeltida stenkyrka som nu är ruin, belägen vid Lunden knappt fem kilometer öster om Kila kyrka. Golvet är av kalksten och innertaket med synliga betongbalkar består av gråmålat skivmaterial. Yttertaket är av koppar.
En fristående klockstapel av trä uppfördes 1768. En ny storklocka hängdes upp i stapeln 1962–1963 när nuvarande kyrka byggdes. Totalt hänger tre klockor i stapeln.

## Inventarier
- Altaret är tillverkat av granit från trakten.
- Predikstolen från 1600-talet fanns redan i 1100-talskyrkan.
- Korväggen uppfylls av ett internationellt uppmärksammat konstverk, en 50 kvadratmeter stor guldmosaik med motiv från Uppenbarelsebokens vision av det himmelska Jerusalem. Den är utförd av konstnären Bengt Olof Kälde och uppsattes 1967.
- Dopfunten är från 1200-talet.
- Konstglasfönster utfört av Jan Brazda.
- Guldmosaik och outsmosaik av Bengt Olof Kälde.

### Orgel
- 1856 bygger Johan Lund, Stockholm en orgel med 10 stämmor.
- Den nuvarande orgeln är byggd 1946 av Olof Hammarberg, Göteborg och är en pneumatisk orgel. Den har två fria kombinationer.

| Manual I      | Manual II     | Manual III    | Pedal      | Koppel    |
| Borduna 16´   | Rörgedackt 8´ | Rörflöjt 8'   | Subbas 16´ | I/P       |
| Principal 8´  | Principal 4´  | Salicional 8' | Oktava 8´  | II/P      |
| Gedakt 8´     | Nasard 2 2/3´ | Oktava 4'     | Flöjt 4'   | II/I      |
| Oktava 4´     | Gemshorn 2'   | Spetsflöjt 4' | Fagott 16' | I 4'/I    |
| Oktava 2'     | Ters 1 3/5'   | Valdflöjt 2'  |            | II 16'/I  |
| Mixtur 4 chor | Krumhorn 8'   | Zimbel 3 chor |            | II 4'/I   |
| Trumpet 8'    | Tremulant     |               |            | II 16'/II |

## Bilder

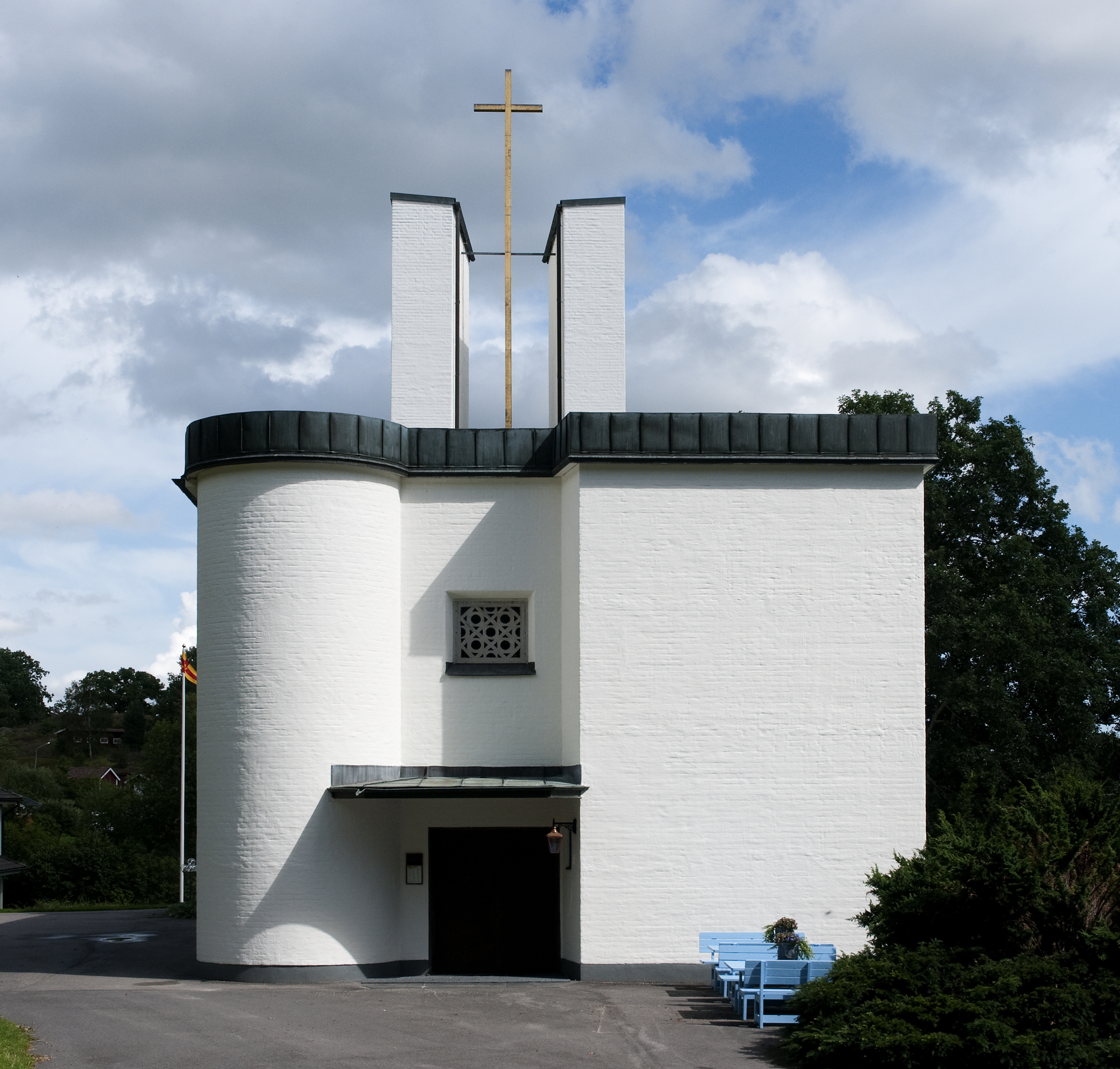
Bild från öster.
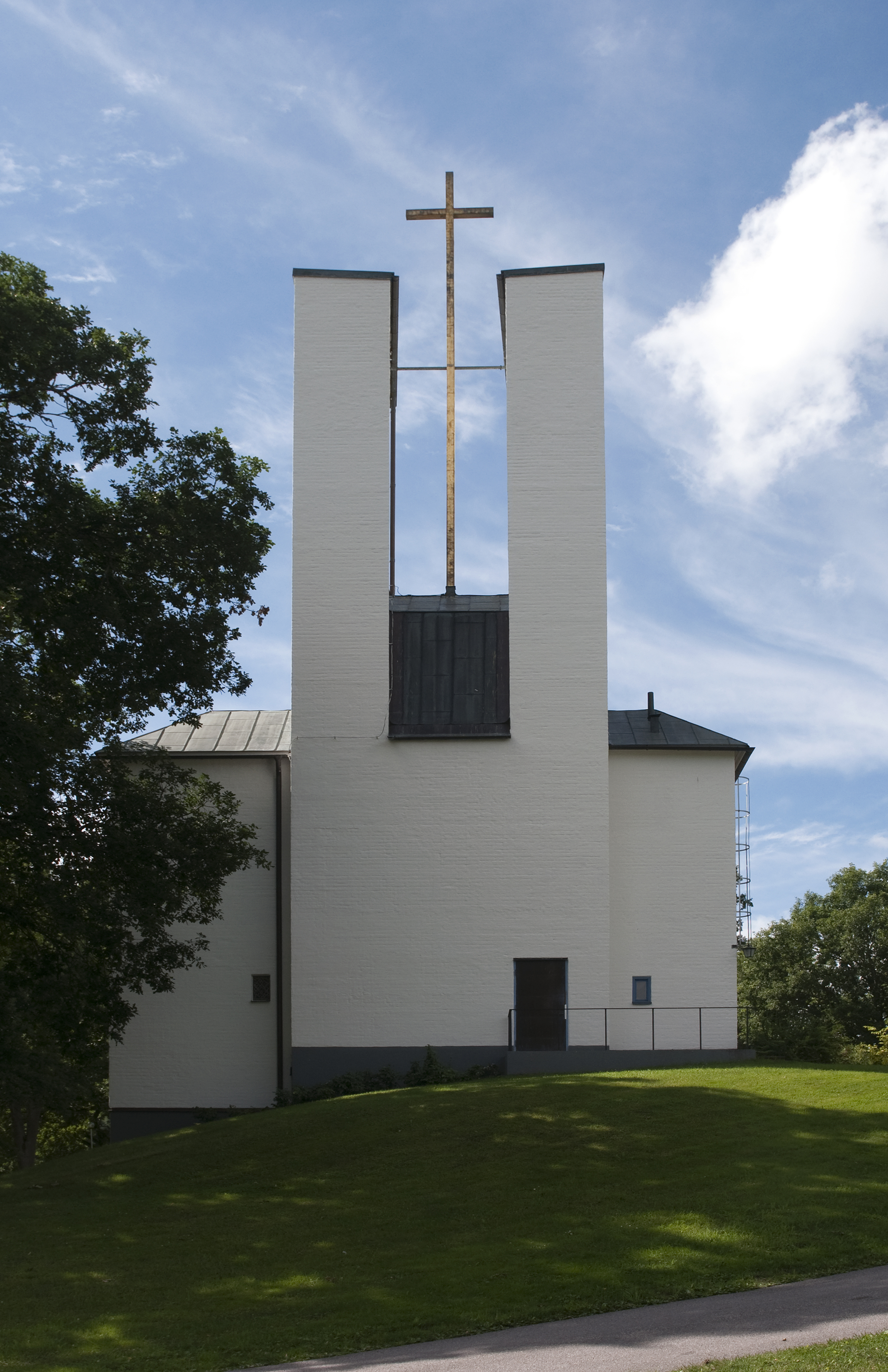
Bild från väster.
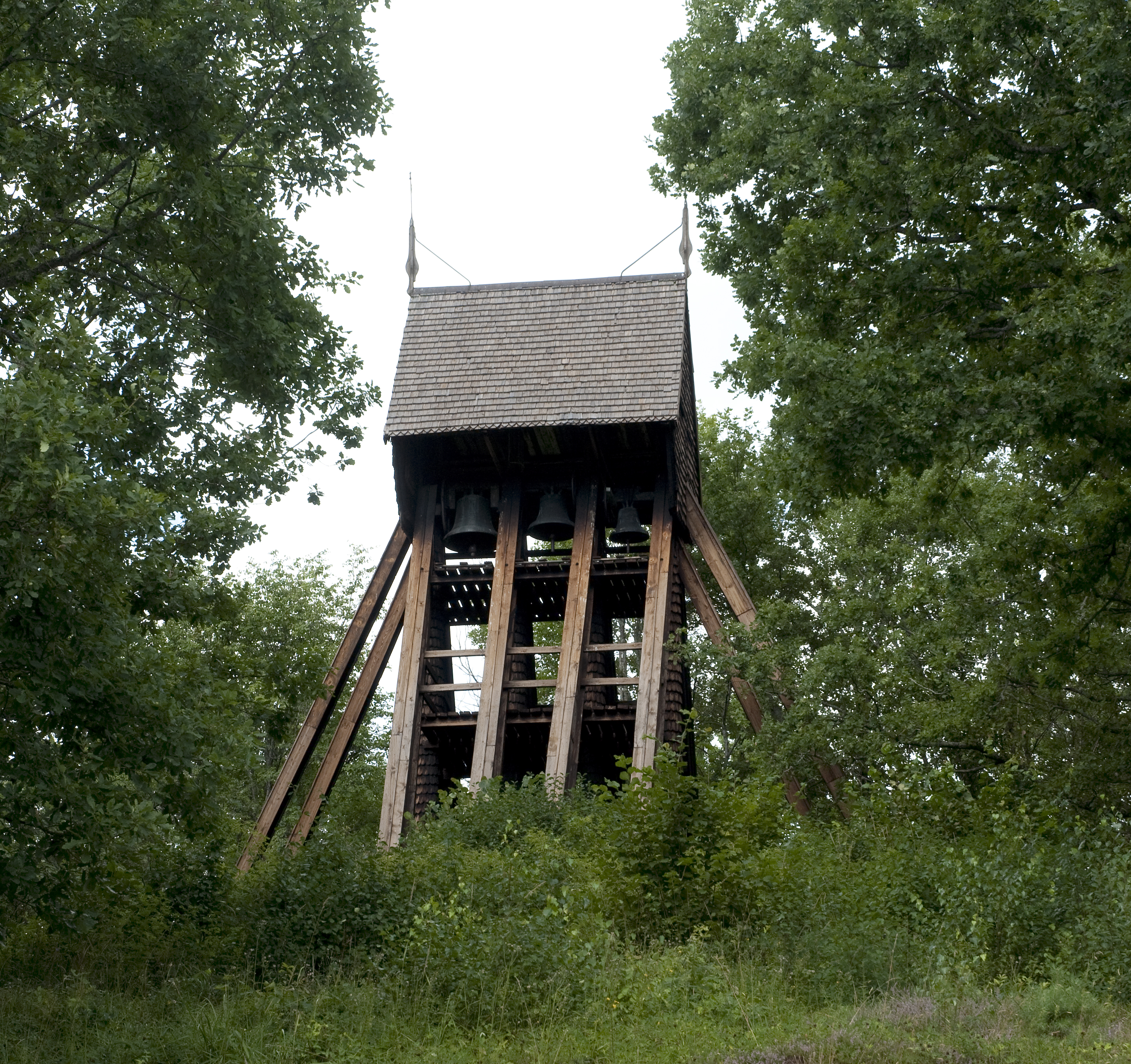
Klockstapeln.